# Frands Faber
Eli Frands Johannes Faber (Frederiksberg, Hovedstaden, 22 de juny de 1897 - Copenhaguen, 23 de juny de 1933) va ser un jugador d'hoquei sobre herba danès que va competir a començaments del segle xx.
El 1920 va prendre part en els Jocs Olímpics d'Anvers, on va guanyar la medalla de plata com a membre de l'equip danès en la competició d'hoquei sobre herba.